# Dorothy Round
Dorothy Round, eg. Dorothy Edith Round gift Little, född 13 juli 1908, Dudley, Worcestershire, England, död 12 november 1982, var en brittisk tennisspelare. Round var den dominerande kvinnliga brittiska tennisspelaren perioden 1933 till 1937. Hennes karriär sammanföll tidsmässigt med landsmannen Fred Perrys. Dessa två spelare förde i mitten på 1930-talet brittisk tennis tillbaka till en internationell topposition. Round var en av världens tio bästa spelare 1933–1937 och 1934 rankades hon som nummer ett. 
Dorothy Round upptogs 1986 i International Tennis Hall of Fame.

## Tenniskarriären
Dorothy Round spelade 1933 sin första singelfinal i Wimbledonmästerskapen. Hon mötte då den amerikanska storspelaren Helen Wills Moody och förlorade med 4-6, 8-6, 3-6. År 1934 var Round åter i final, och hon mötte då annan amerikanska, nämligen Helen Jacobs, som hon besegrade med 6-2, 5-7, 6-3. Perioden 1934–1936 vann hon mixed dubbel-titlarna i Wimbledonmästerskapen, den första tillsammans med den japanske spelaren Tatsuyoshi Miki och de två sista gångerna tillsammans med Fred Perry. Säsongen 1935 vann paret titeln genom finalseger över de australiska makarna Harry Hopman och Nell Hopman.  
Sin andra singeltitel i Wimbledonmästerskapen vann Round 1937 genom finalseger över den polska spelaren och flerfaldiga nationella mästarinnan Jadwiga Jedrzejowska. Round vann den timslånga matchen med 6-2, 2-6, 7-5, trots underläge i avgörande set med 1-4.
År 1935 blev Dorothy Round den första brittiskan som vann Australiska mästerskapen.
Hon tillhörde det brittiska laget i Wightman Cup 1931–1936.

## Spelaren och personen
Round var känd för sina utomordentliga grundslag. Det har sagts att hon ofta slog dessa lika hårt som flera av samtida manliga elitspelare. Hennes volleyspel var också utmärkt.

## Grand Slam-titlar
- Australiska mästerskapen
  - Singel - 1935
- Wimbledonmästerskapen
  - Singel - 1934, 1937
  - Mixed dubbel - 1934, 1935, 1936.